# Leka
Leka là một đô thị ở hạt Trøndelag, Na Uy. Đô thị này thuộc vùng Namdalen. Trung tâm hành chính của đô thị này là làng Leka.

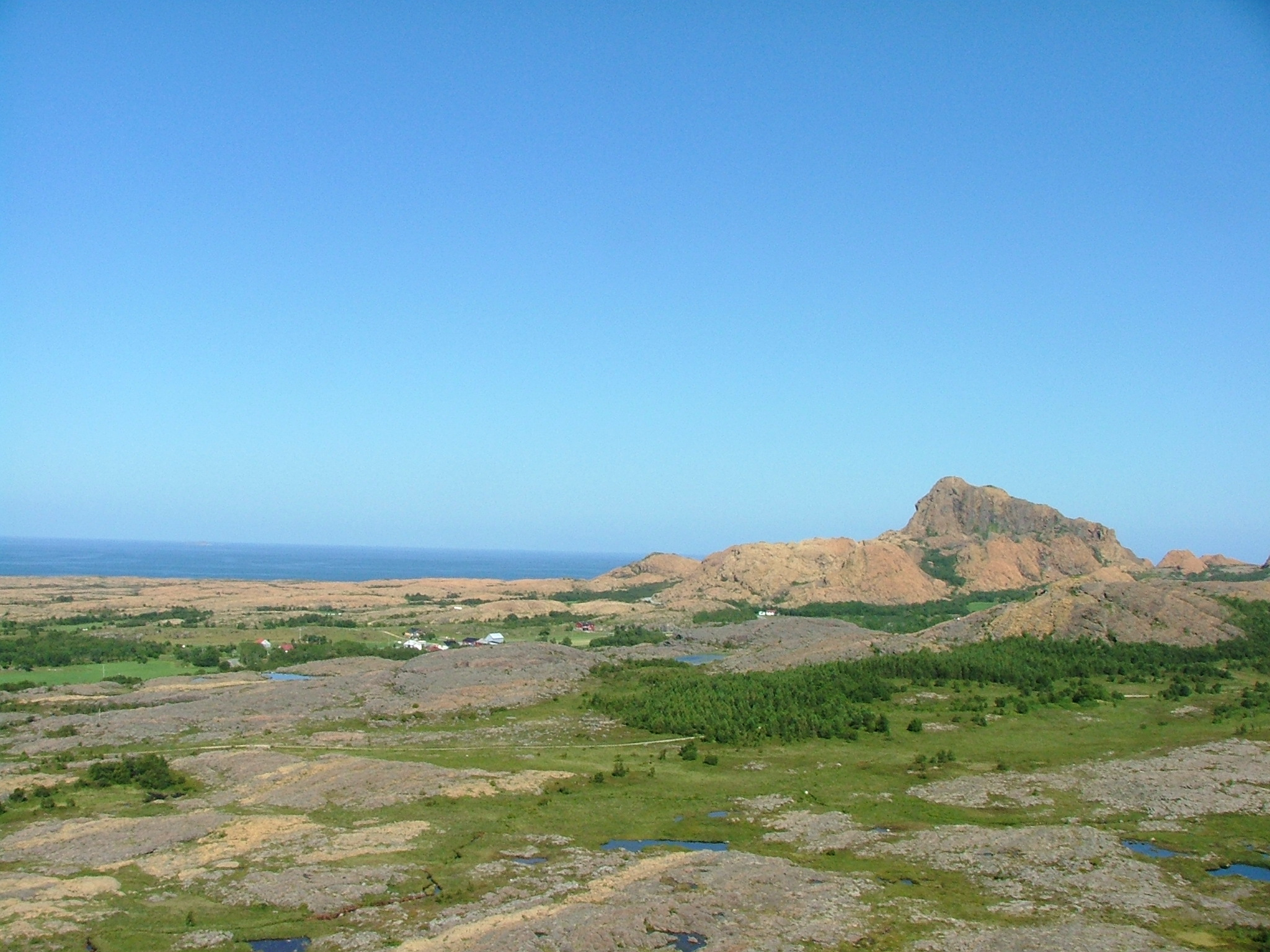
Đảo Leka

Kinh tế chủ yếu là ngư nghiệp và nông nghiệp, Leka là đô thị cực bắc của Trøndelag. 
Leka đã được tách khỏi Kolvereid vào ngày 1 tháng 10 năm 1860. Gravvik đã được tách khỏi Leka vào ngày 1 tháng 1 năm 1909.